# Asdente
Asdente, per via della bocca sdentata (Parma, ... – Parma, post 1285), fu un celebre indovino medievale vissuto nel XIII secolo.
Di professione ciabattino, nella seconda metà del Duecento divenne famoso per le sue predizioni. A lui si affidavano per esempio il vescovo di Parma e anche altri politici e religiosi del suo tempo. Salimbene de Adam, suo concittadino, lo conobbe personalmente e lo ricorda nella sua Cronaca con stima e devozione. Fu anche un discreto biblista.
Dante Alighieri lo citò prima nel Convivio come esempio di fama che non corrisponde alla nobiltà. Successivamente lo collocò nell'Inferno (XX, vv. 18-20) tra gli indovini, nella quarta bolgia del cerchio ottavo dei maghi e indovini canto XX, punito come altri "colleghi", tra cui Michele Scoto, dal dover camminare con la testa rigirata sulle spalle "perché volse veder troppo davante".
Secondo quanto riferisce Benvenuto da Imola (Commentarius, col. 1084 C), l’Asdente aveva preannunziato la rotta che i Parmensi inflissero, nel febbraio 1248 sotto le mura della loro città, all'esercito assediante di Federico II. Dante intese punirlo come appartenente ad una città irriducibilmente guelfa e per aver vaticinato la disfatta dell’idea imperiale.
A Parma gli è intitolato vicolo Asdente, una strada dell'Oltretorrente nei pressi del Parco Ducale. 